# The Goldbergs
The Goldbergs è una serie televisiva statunitense, trasmessa dal 24 settembre 2013 al 3 maggio 2023 per dieci stagioni sul canale ABC.
La serie è stata creata da Adam F. Goldberg ed è prodotta dallo stesso Goldberg, Seth Gordon e Doug Robinson. È in parte basata sull'infanzia e la famiglia di Goldberg negli anni ottanta.
La serie ha generato anche uno spin-off, dal titolo Schooled, trasmesso sempre sulla ABC per due stagioni dal 9 gennaio 2019 al 13 maggio 2020.
In Italia, le prime cinque stagioni della serie e la prima parte della sesta sono andate in onda dal 7 luglio 2016 all'11 maggio 2019 sul canale a pagamento Joi, mentre la seconda parte della sesta, la settima e l'ottava sono state trasmesse sul canale a pagamento Premium Stories dal 31 agosto 2019 al 26 giugno 2021. Le ultime due stagioni infine, la nona e la decima, sono state distribuite sulla piattaforma a pagamento Infinity+, sempre di proprietà di Mediaset, dal 1º aprile 2022 al 1º giugno 2023.
In chiaro, va in onda dal 2 gennaio 2017 su Italia 1, e, dal 18 gennaio 2022, anche sul canale Twentyseven.

## Trama
Ambientata negli anni ottanta a Jenkintown (Pennsylvania), la serie racconta, attraverso il punto di vista dell'undicenne Adam, la vita della famiglia Goldberg composta dalla iperprotettiva mamma Beverly, dall'irascibile papà Murray, dalla diciassettenne Erica, dal sedicenne Barry e da nonno Al "Pops" Solomon.

## Episodi
| Stagione         | Episodi | Prima TV originale | Prima TV Italia |
| ---------------- | ------- | ------------------ | --------------- |
| Prima stagione   | 23      | 2013-2014          | 2016            |
| Seconda stagione | 24      | 2014-2015          | 2016            |
| Terza stagione   | 24      | 2015-2016          | 2016-2017       |
| Speciale         | 1       | 2016               | 2023            |
| Quarta stagione  | 24      | 2016-2017          | 2017            |
| Quinta stagione  | 22      | 2017-2018          | 2018            |
| Speciale         | 1       | 2018               | inedito         |
| Sesta stagione   | 23      | 2018-2019          | 2019            |
| Settima stagione | 23      | 2019-2020          | 2020            |
| Ottava stagione  | 22      | 2020-2021          | 2021            |
| Nona stagione    | 22      | 2021-2022          | 2022            |
| Decima stagione  | 22      | 2022-2023          | 2023            |

## Personaggi e interpreti

### Personaggi principali
- Beverly Goldberg (stagione 1-10), interpretata da Wendi McLendon-Covey, è la mamma della famiglia Goldberg. Molto protettiva con i figli, tanto da chiamarli molto spesso "pulcino", "pasticcino" ecc... Non sa allontanarsi dai figli (come mostrato anche nella stagione 5 quando Erica va al college).
- Murray Christian Goldberg (stagione 1-9), interpretato da Jeff Garlin, il padre della famiglia Goldberg. Ama guardare la TV e stare sulla poltrona (in mutande). Non vede l'ora che i figli se ne vadano di casa.
- Erica Dorothy Goldberg (stagione 1-10), interpretata da Hayley Orrantia, è la primogenita della famiglia Goldberg. Ama la perfezione e si dimostra superiore ai due fratelli. Andrà al college nella quinta stagione. Sarà fidanzata con Geoff Schwartz. È rivelato che non sa fare il bucato e nemmeno cucinare.
- Barry Norman Goldberg (stagione 1-10), interpretato da Troy Gentile, secondogenito della famiglia Goldberg. Sogna di essere un dottore. Con i suoi 3 migliori amici ha formato una posse, i J.T.P. (JenkinTown Posse). È fidanzato con Lainey, la migliore amica di sua sorella Erica, e quando andrà al college sarà molto depresso. Ama fare del male "scherzando" nei confronti di Adam, però a volte dimostra di volergli bene.
- Adam Fredrick Goldberg (stagione 1-10), interpretato da Sean Giambrone, figlio minore della famiglia Goldberg. Ha sempre con sé una videocamera per registrare ogni momento epico della famiglia. Amante dei film sogna di essere un regista (a volte creando filmini imbarazzanti). La sua prima fidanzata è stata Dana (interpretata da Natalie Alyn Lind, stagione 2-3). La sua seconda fidanzata è stata Jackie (stagione 4).
- Albert "Pops" Solomon (stagione 1-8), interpretato da George Segal, il nonno di Adam, Erica e Barry nonché padre di Beverly. Ama passare il tempo con suo nipote Adam e guardare la serie Cosa è successo?.
- Lainey Lewis (ricorrente: stagione 1-2 5-6; regolare: stagione 3-4; guest: stagione 7-9), interpretata da AJ Michalka, migliore amica di Erica. Si fidanzerà con Barry sebbene inizialmente non fosse il suo principale interesse amoroso, ma alla fine scoprirà di amarlo. Andrà al college (off-screen) nella quinta stagione.
- Geoff Schwartz (ricorrente: stagione 2-4; regolare: stagione 5-10), interpretato da Sam Lerner, membro dei J.T.P. nonché migliore amico di Barry. Si fidanzerà con Erica.

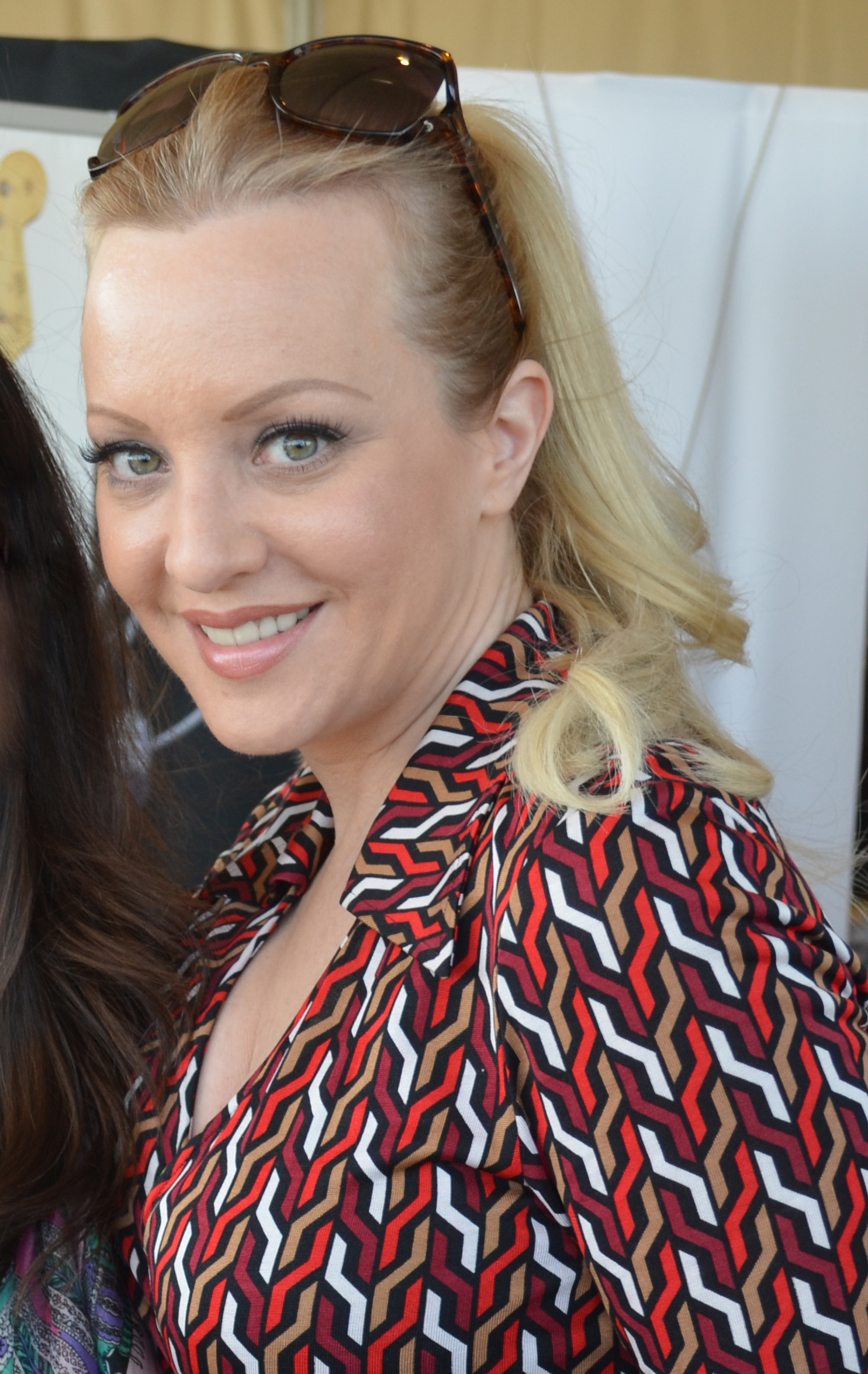
Wendi McLendon-Covey interpreta Beverly Goldberg
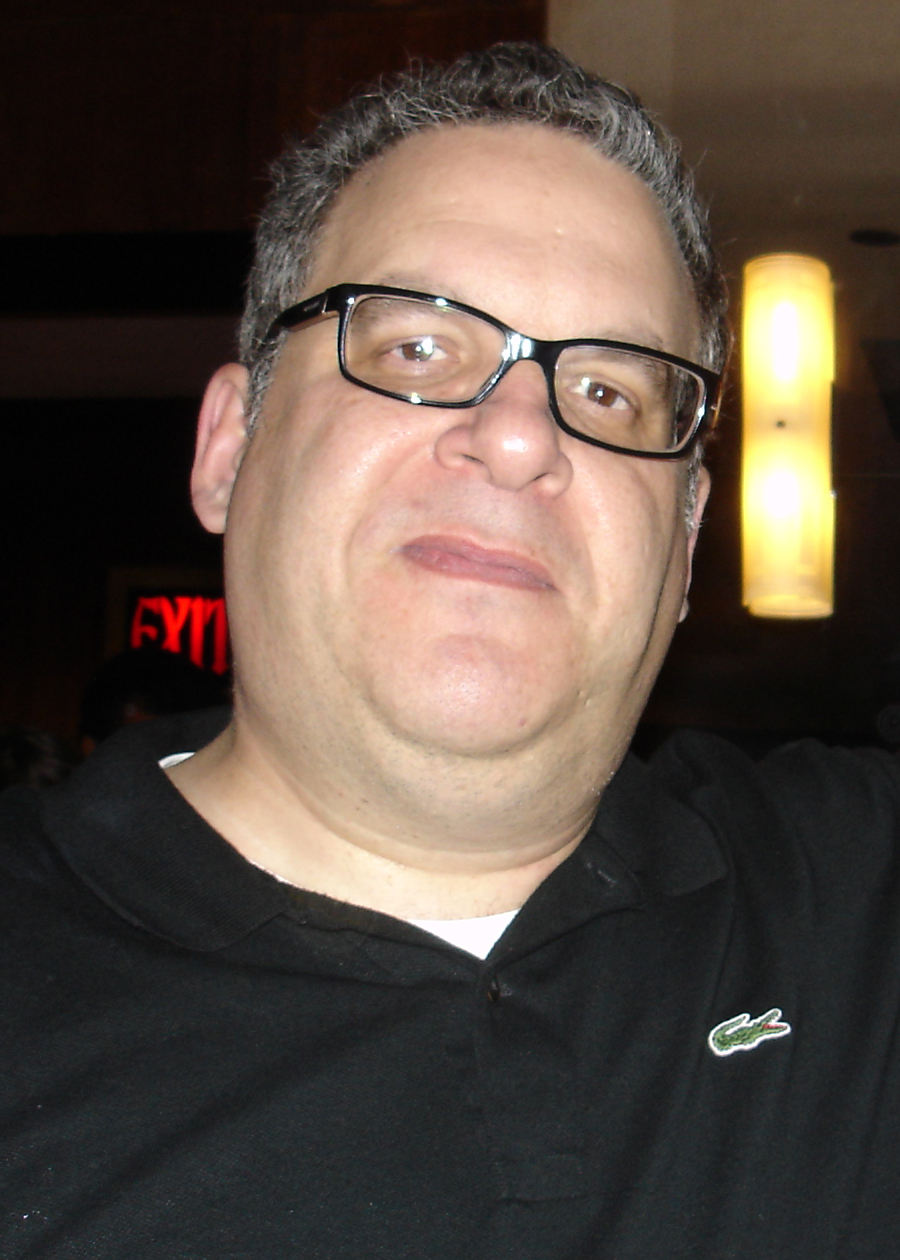
Jeff Garlin interpreta Murray Goldberg
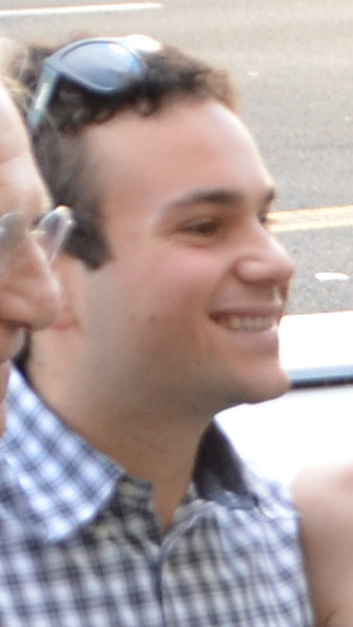
Troy Gentile interpreta Barry Goldberg
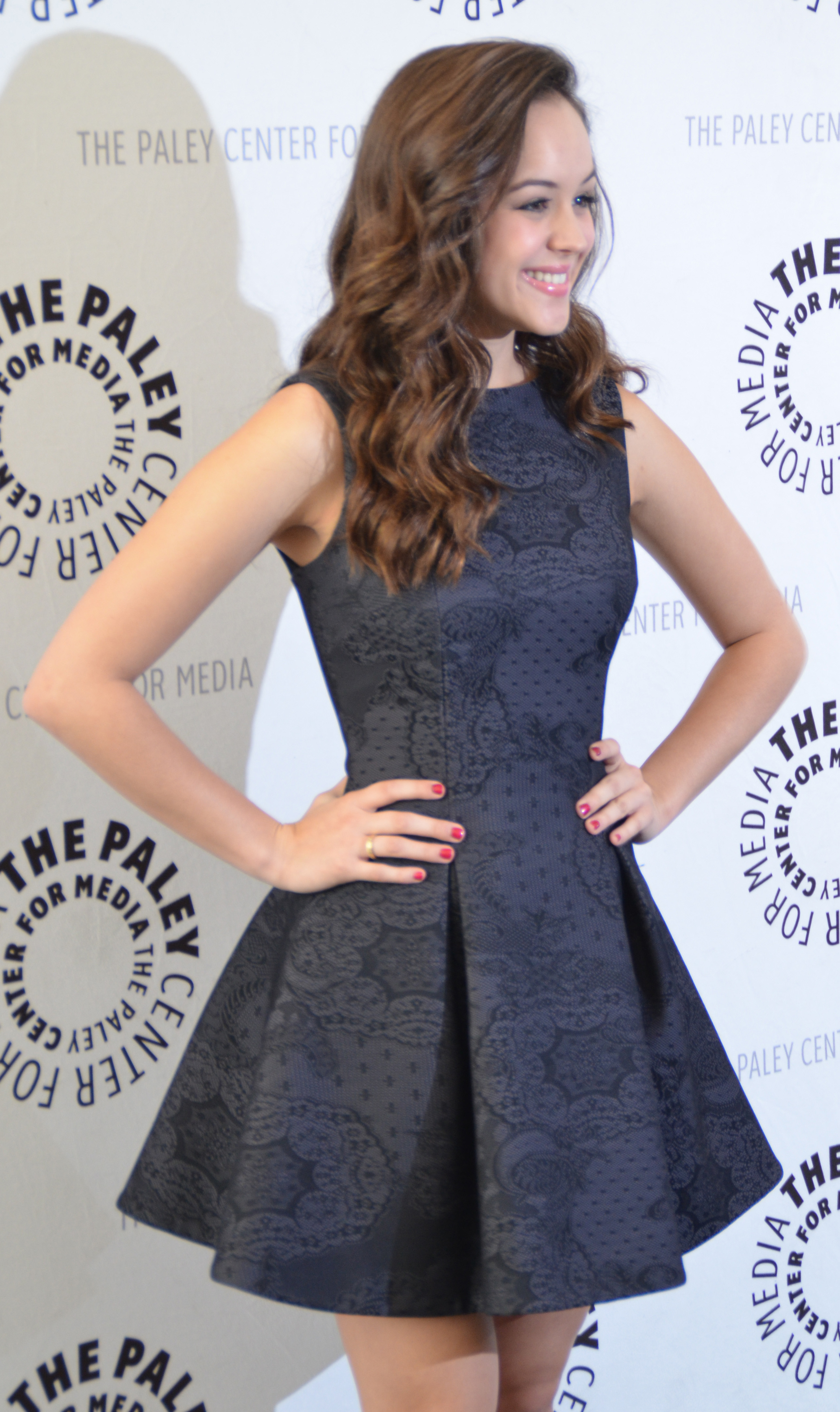
Hayley Orrantia interpreta Erica Goldberg
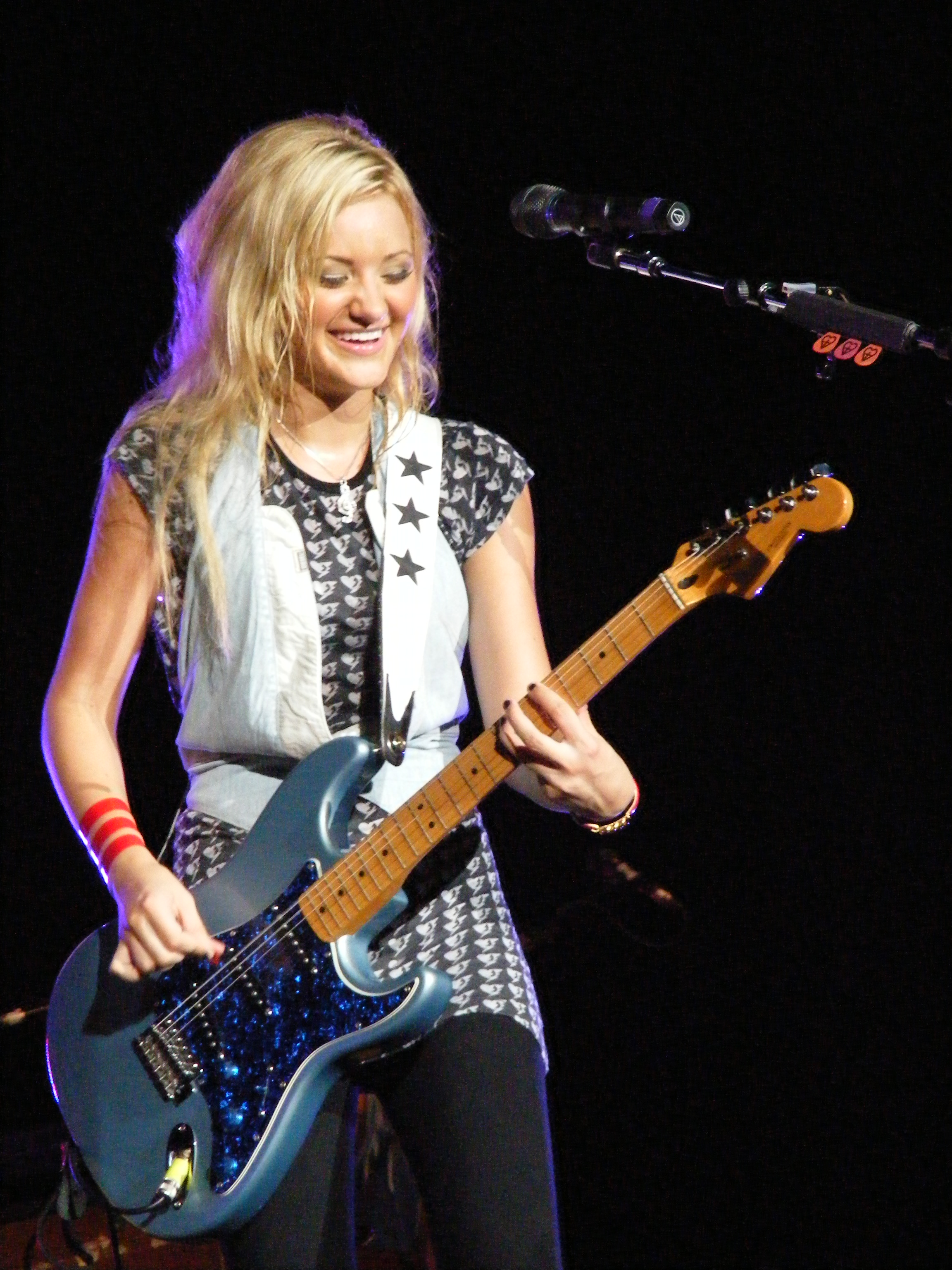
AJ Michalka interpreta Lainey Lewis
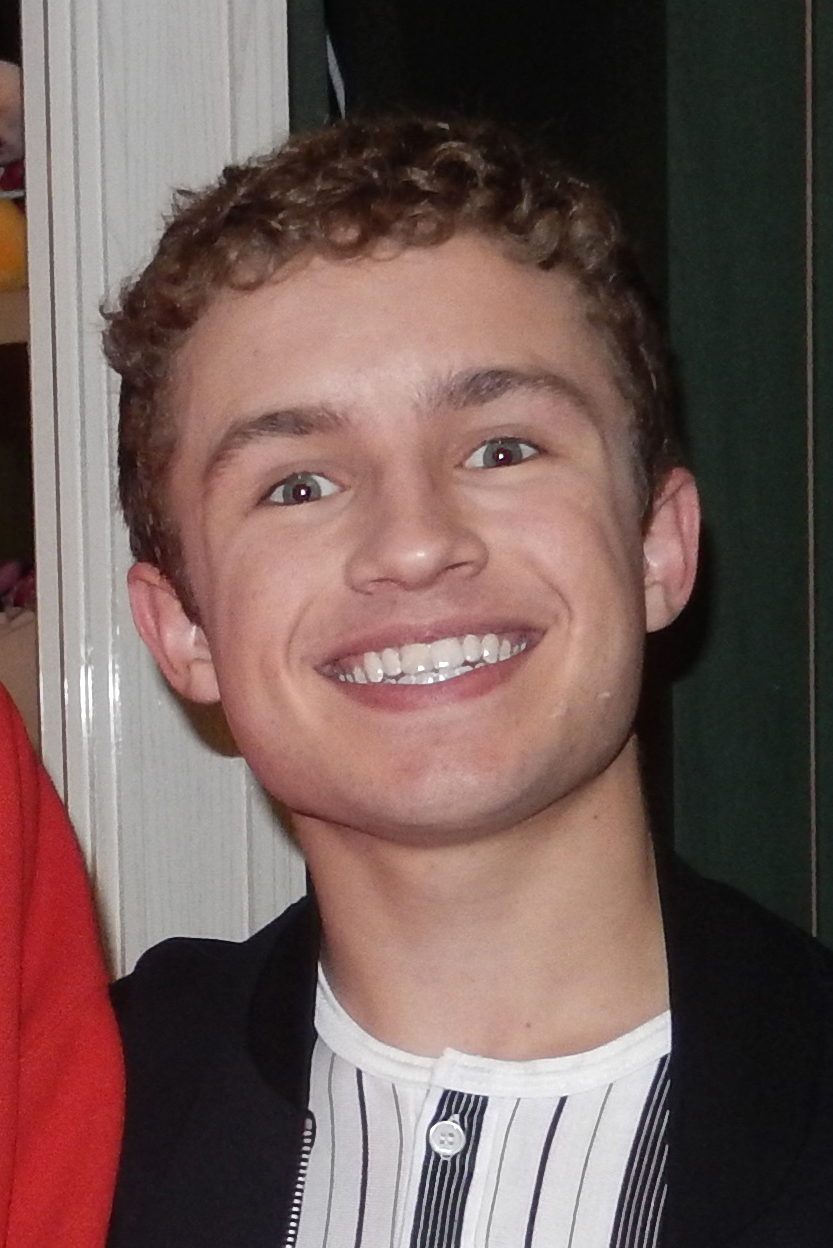
Sean Giambrone interpreta Adam F.Goldberg

### Personaggi secondari
- Puchinski (stagione 1-10), interpretato da Troy Winbush
- Vic (stagione 1-10), interpretata da Cedric Yarbrough
- Dale (stagione 1), interpretato da Ben Zelevansky
- Dana Caldwell (stagione 1-3), interpretata da Natalie Alyn Lind
- Ari Caldwell (stagione 1-2), interpretato da Jackson Odell
- Lexi Bloom (stagione 1), interpretata da Virginia Gardner
- Miriam Ferguson (stagione 1), interpretata da Kathryn Leigh Scott
- Virginia Krempt (stagione 1-10), interpretata da Jennifer Irwin
- Chad Kremp (stagione 1-10), interpretato da Jacob Hopkins
- Drew Kremp (stagione 1 e 3), interpretato da Tyler Stokes
- Marvin Goldberg (stagione 1-10), interpretato da Dan Fogler
- Andre Glascott (stagione 1-10), interpretato da Tim Meadows
- Mrs. Caldwell (stagione 1), interpretata da Barbara Alyn Woods
- Emmy Mirsky (stagione 1-10), interpretata da Stephanie Katherine Grant
- Dave Kim (stagione 1-10), interpretato da Kenny Ridwan
- J. C. Spink (stagione 1-3), interpretato da Cooper Roth (stagione 1) e Zayne Emory (stagione 2-3)
- Tyler Stansfield (stagione 1-10), interpretato da Mason Cook
- Nitrous (stagione 1 e 3), interpretato da Dustin Ybarra
- Rick Mellor (stagione 1-10), interpretato da Bryan Callen
- Roger McFadden (stagione 1), interpretato da Joey Luthman
- Earl Ball (stagione 2-10), interpretato da Stephen Tobolowsky
- Susan Cinoman (stagione 2-10), interpretata da Ana Gasteyer
- Rob Smith (stagione 2-10), interpretato da Noah Munck
- Andy Cogan (stagione 2-10), interpretato da Matt Bush
- Garry Ball (stagione 2-3), interpretato da Nathan Gamble
- Mr. Woodburn (stagione 2), interpretata da Dan Bakkedahl
- Mrs. Kim (stagione 2), interpretata da Suzy Nakamura
- John Calabasas (stagione 2-3), interpretato da Rob Huebel
- Ben "Pop Pop" Goldberg (stagione 3-10), interpretato da Judd Hirsch
- Evelyn "Evey" Silver (stagione 2-10), interpretata da Allie Grant
- Bill Lewis (stagione 2-10), interpretato da David Koechner
- Dan (stagione 2-10), interpretato da Nate Hartley
- Anthony Balsamo (stagione 2-3), interpretato da Charlie DePew
- David Sirota (stagione 2-3), interpretato da Sam Kindseth
- Ms. Taraborelli (stagione 2), interpretata da Michaela Watkins
- Raji Mitra (stagione 3), interpretato da Christopher Avila
- Johnny Atkins (stagione 3-10), interpretato da Sean Marquette
- Rubén Amaro Jr. (stagione 3-10), interpretato da Niko Guardado
- Carla Natali Mann (stagione 3-10), interpretato da Alex Jennings
- Benjamin "Handsome Ben" Bauman (stagione 1-10), interpretato da Froy Gutierrez
- Taz Money (stagione 3), interpretato da Quincy Fouse
- Lucky (stagione 3-10)
- Jackie Geary  (stagione 4-6), interpretata da Rowan Blanchard (stagione 4-5) e Alexis G. Zall (stagione 6)
- Erica Coolidge (stagione 5-6; guest: stagione 7), interpretata da Alison Rich
- Brea Bee (stagione 7-10), interpretata da Sadie Stanley
- Lauren "Ren" (stagione 7-10), interpretata da Kelli Berglund (stagione 7 e 9-10) e Carrie Wampler (stagione 8)
- Jane Bales (stagione 7-10), interpretata da Leslie Grossman (stagione 7) e Erinn Hayes (stagione 8-10)
- Joanne Schwartz (stagione 8-10), interpretata da Beth Triffon

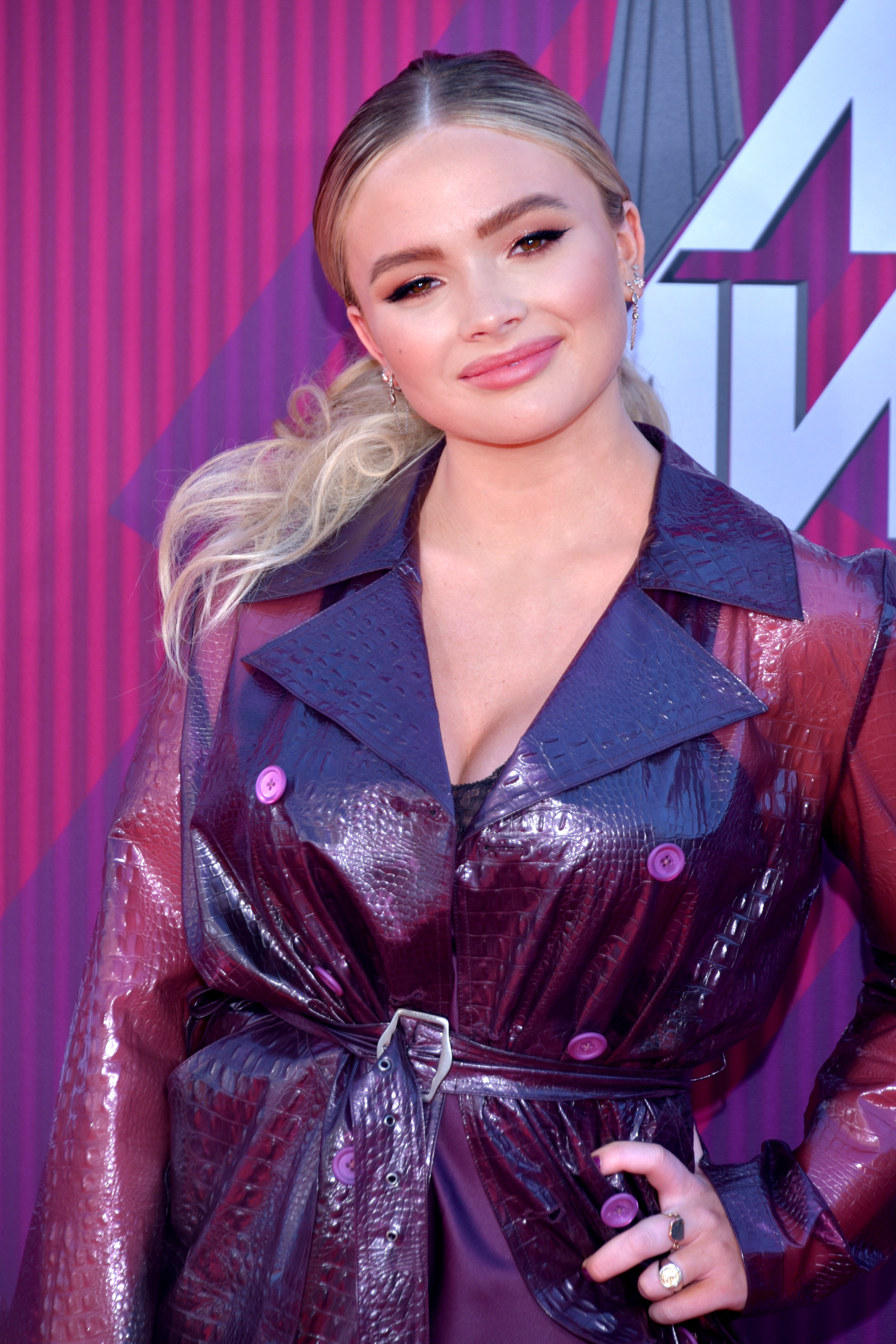
Natalie Alyn Lind interpreta Dana Caldwell
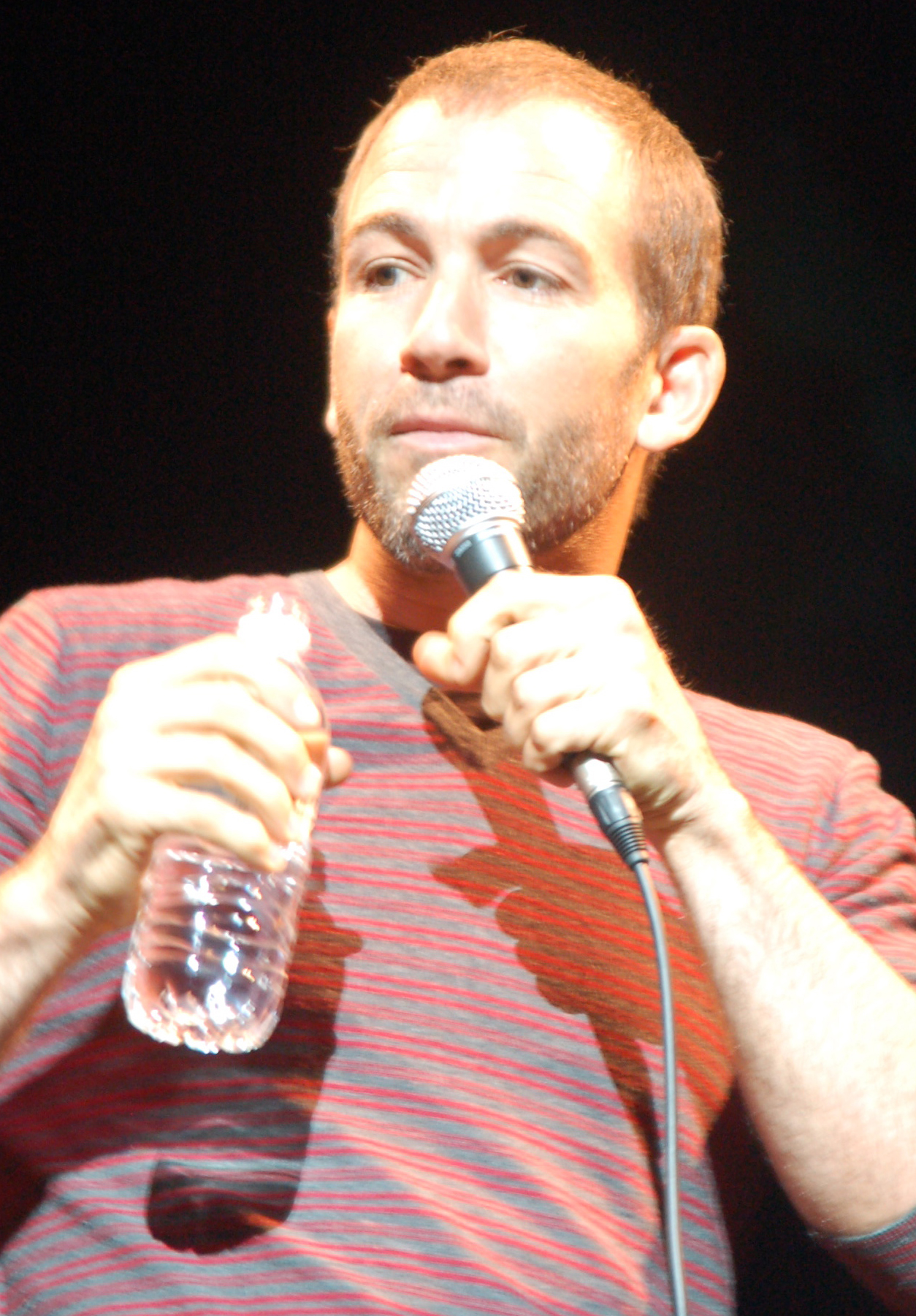
Bryan Callen interpreta Rick Mellor
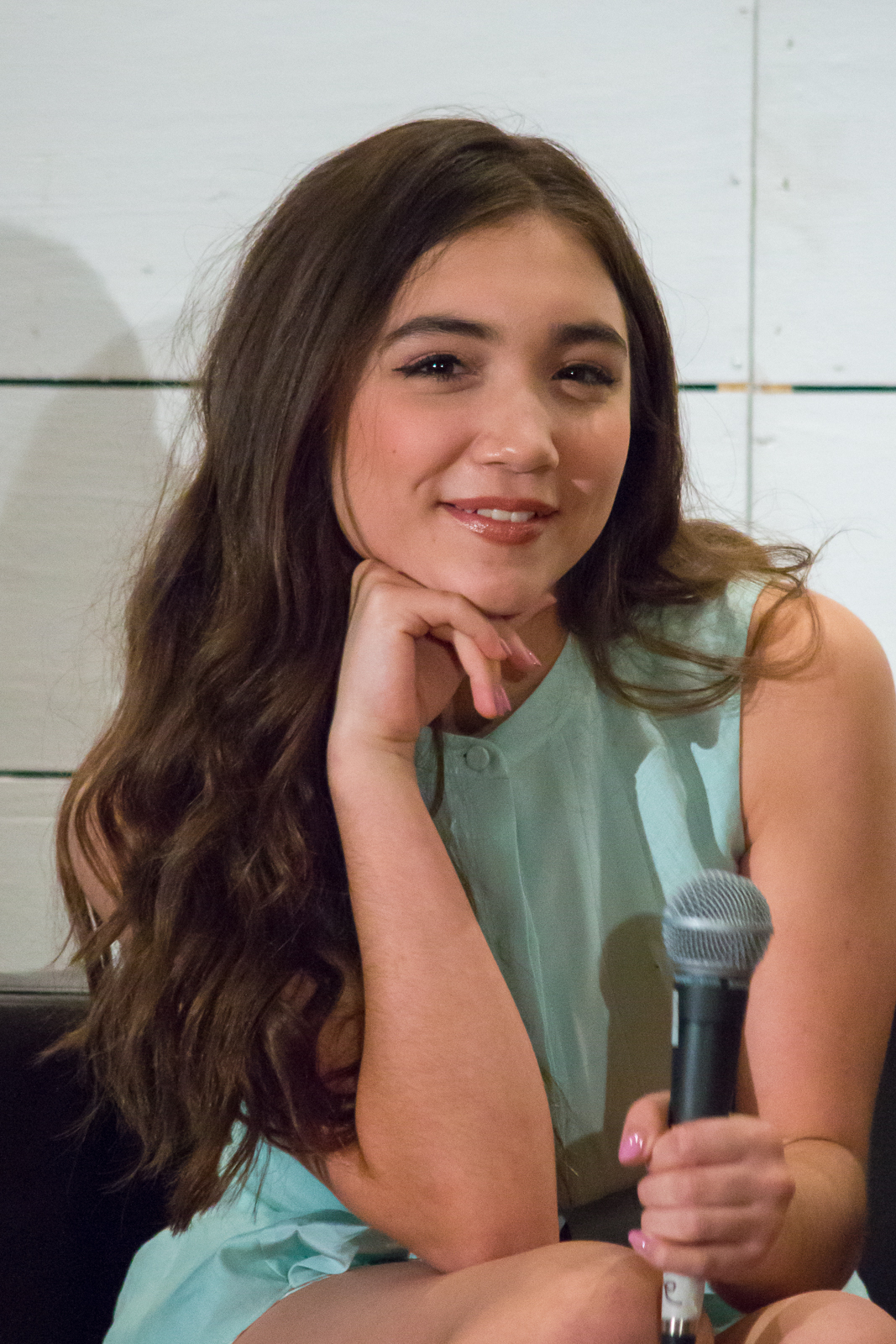
Rowan Blanchard interpreta Jackie Geary
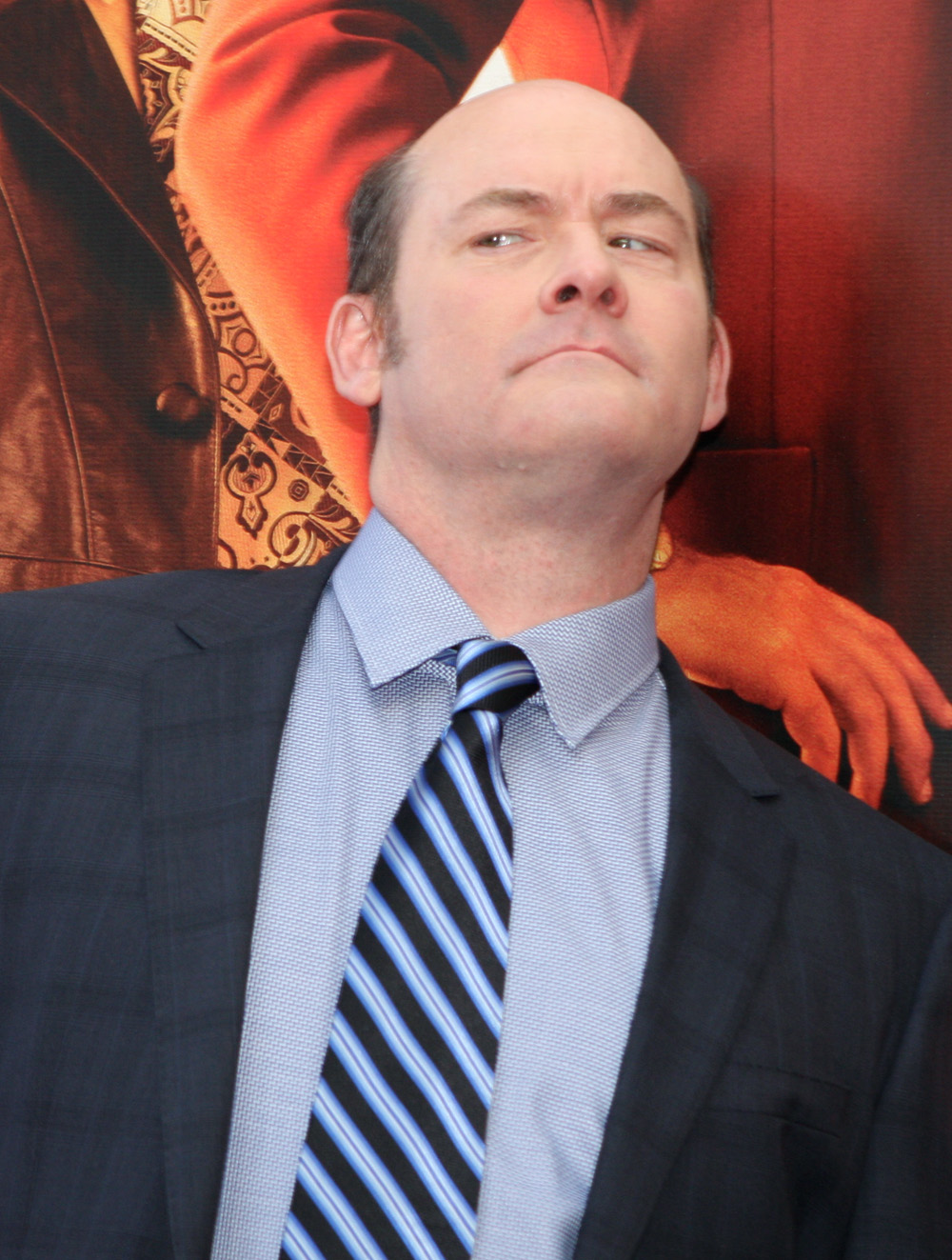
David Koechner interpreta Bill Lewis
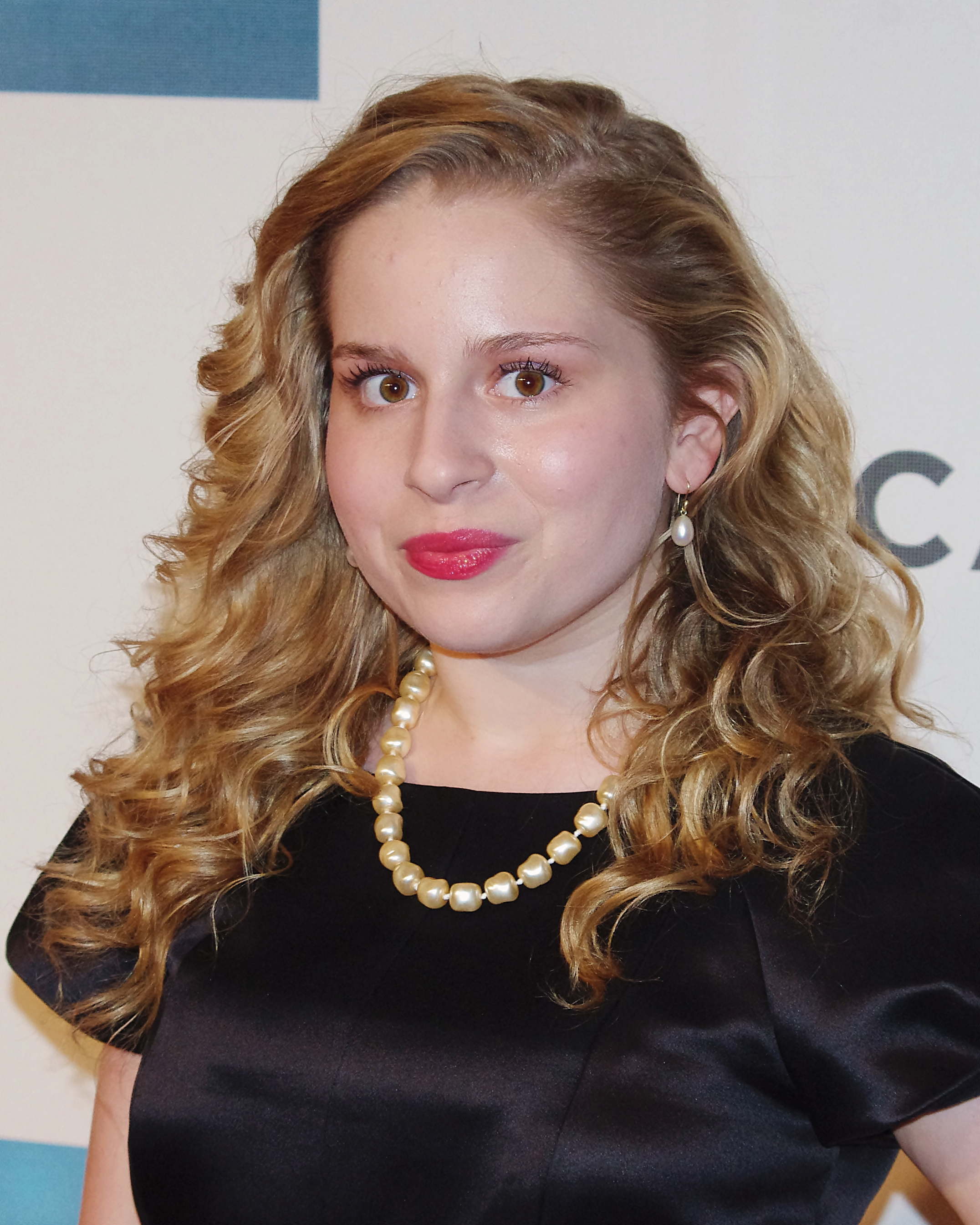
Allie Grant interpreta Evelyn "Evey" Silver
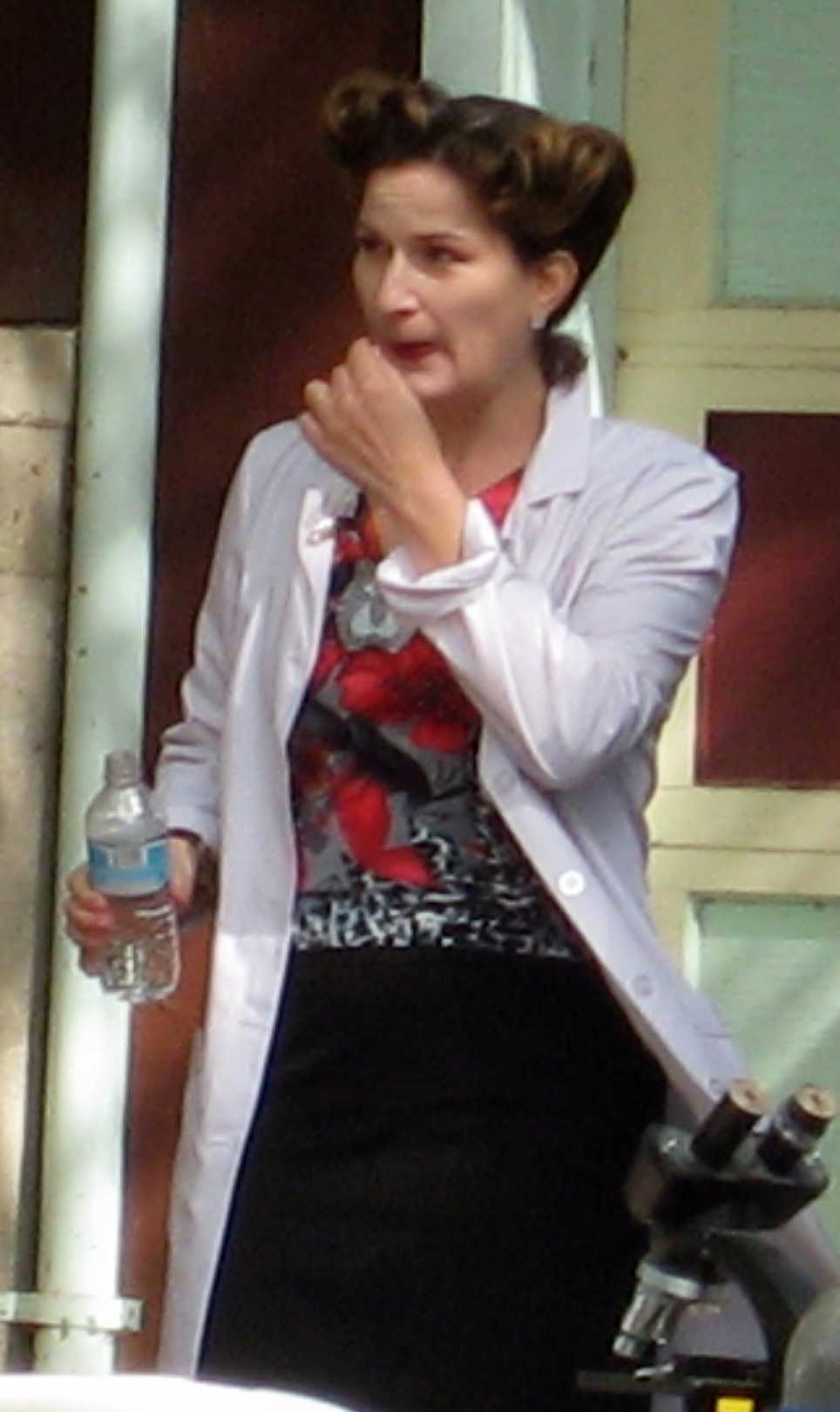
Ana Gasteyer interpreta Susan Cinoman
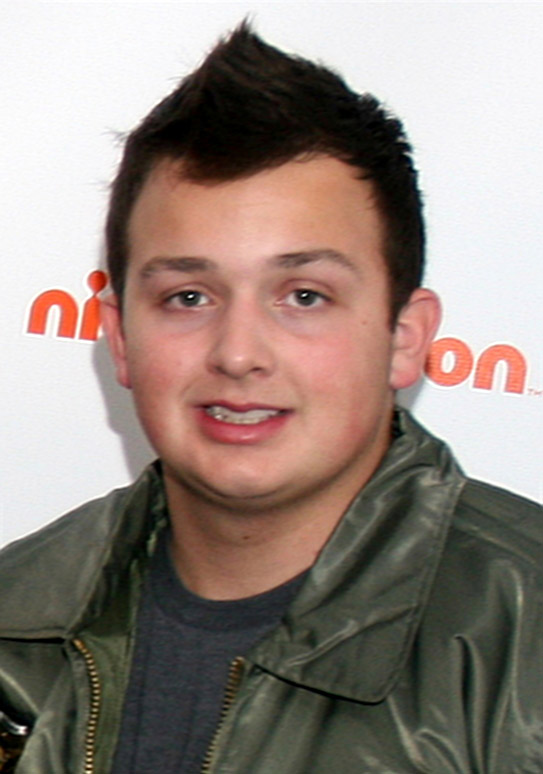
Noah Munck interpreta 'Naked' Rob Smith
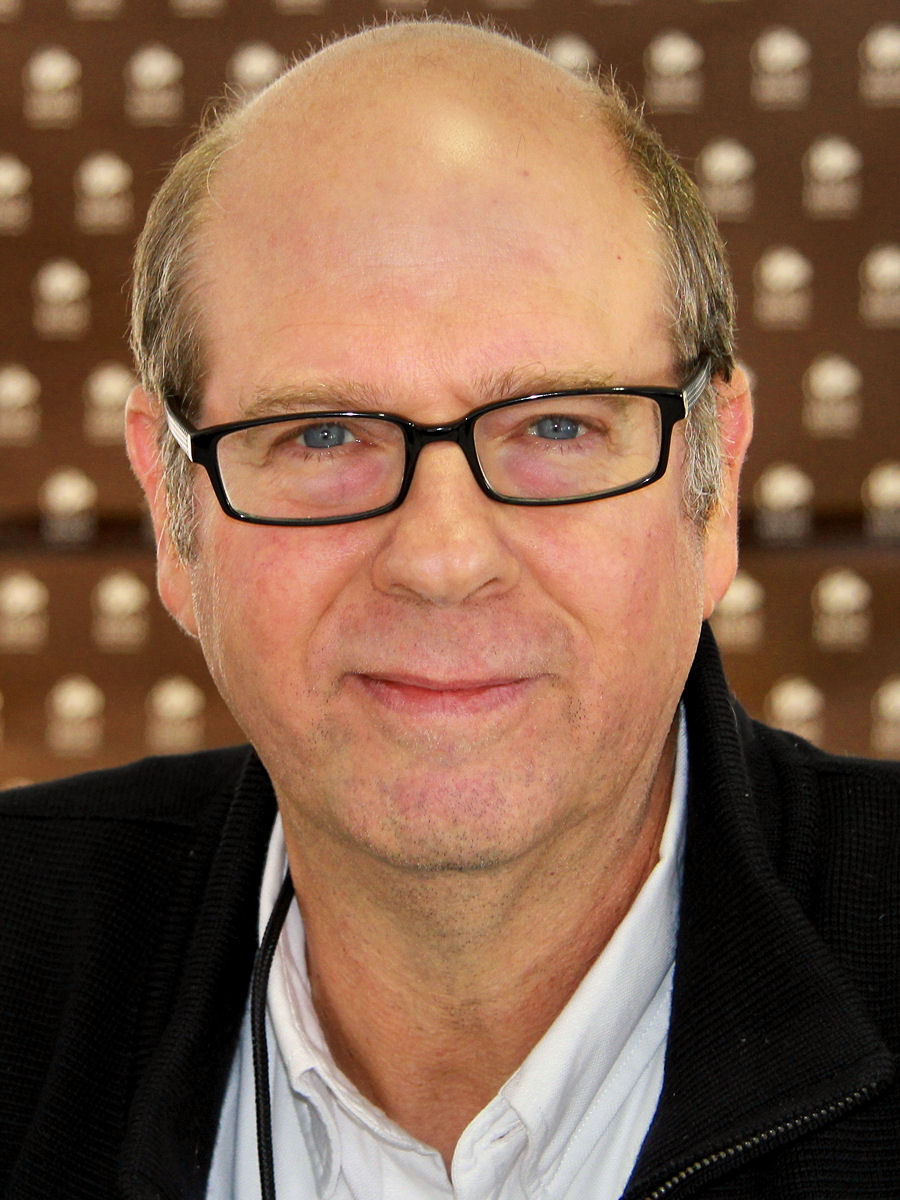
Stephen Tobolowsky interpreta Earl Ball
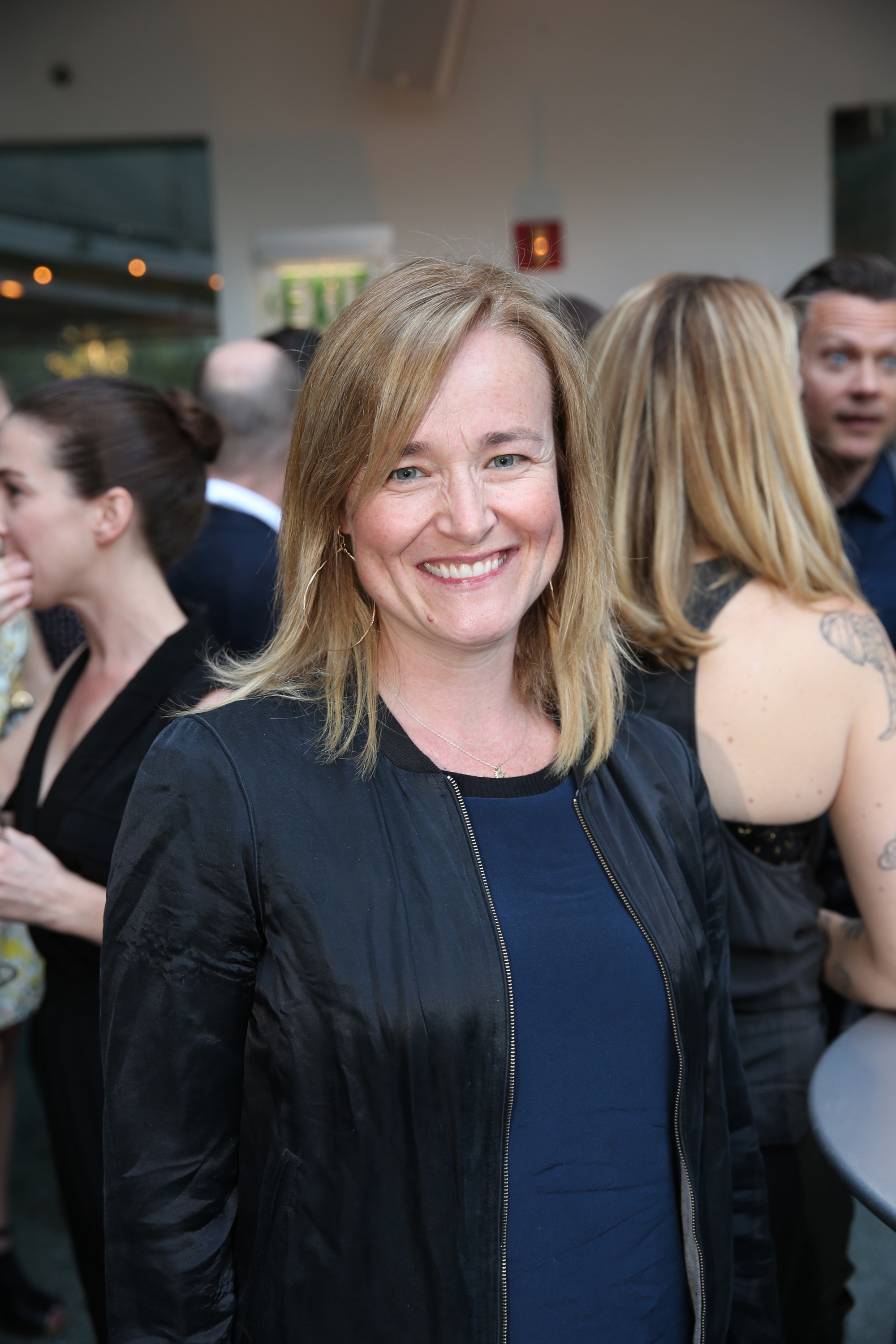
Jennifer Irwin interpreta Virginia Kremp
Mason Cook interpreta Tyler Stansfield

### Guest star
- Zoe McIntosh (stagione 1 e 4), interpretata da Brec Bassinger
- Charles Kremp (stagione 1), interpretato da Tom Cavanagh
- Andre (stagione 1), interpretato da Martin Starr
- Taun-Taun Todd (stagione 1), interpretato da Thomas Lennon
- Gus (stagione 2), interpretato da David Spade
- Charlie Sheen (stagione 2)
- Rick, interpretato da Nick Swardson
- Chuck Norris (stagione 3) - solo voce
- "Weird" Al Yankovic (stagione 3)
- Master John (stagione 4), interpretato da Martin Kove

- Rick Moranis (stagione 5) - solo voce
- Robert Englund (stagione 6)
- Christie Brinkley (stagione 7)
- Kirstie Alley (stagione 7)
- Tim Matheson (stagione 7),
- Hulk Hogan  (stagione 7)
- Tommy Lee (stagione 7)
- Lea Thompson  (stagione 7 e stagione 9)

- David Hasselhoff (stagione 10)

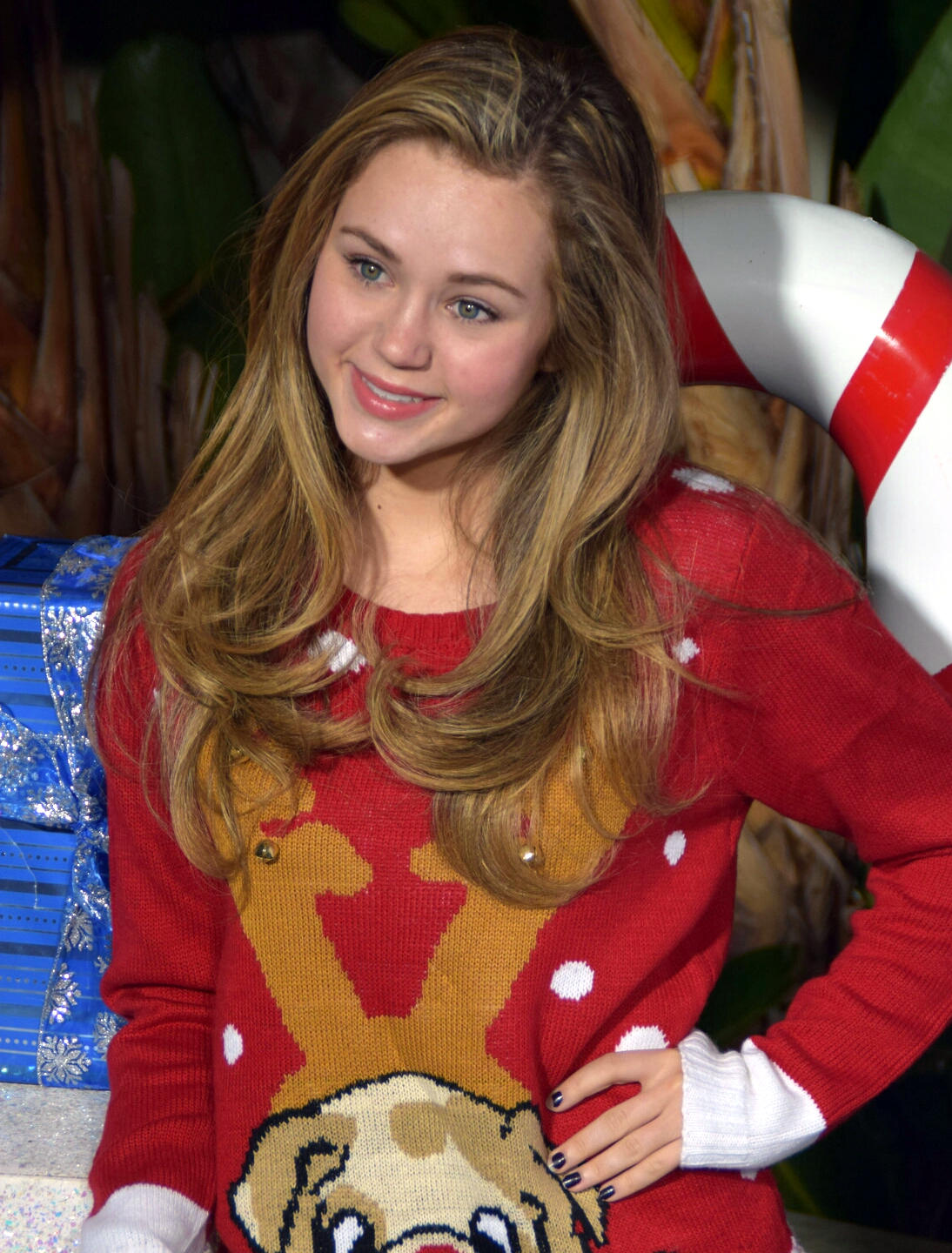
Brec Bassinger interpreta Zoe McIntosh
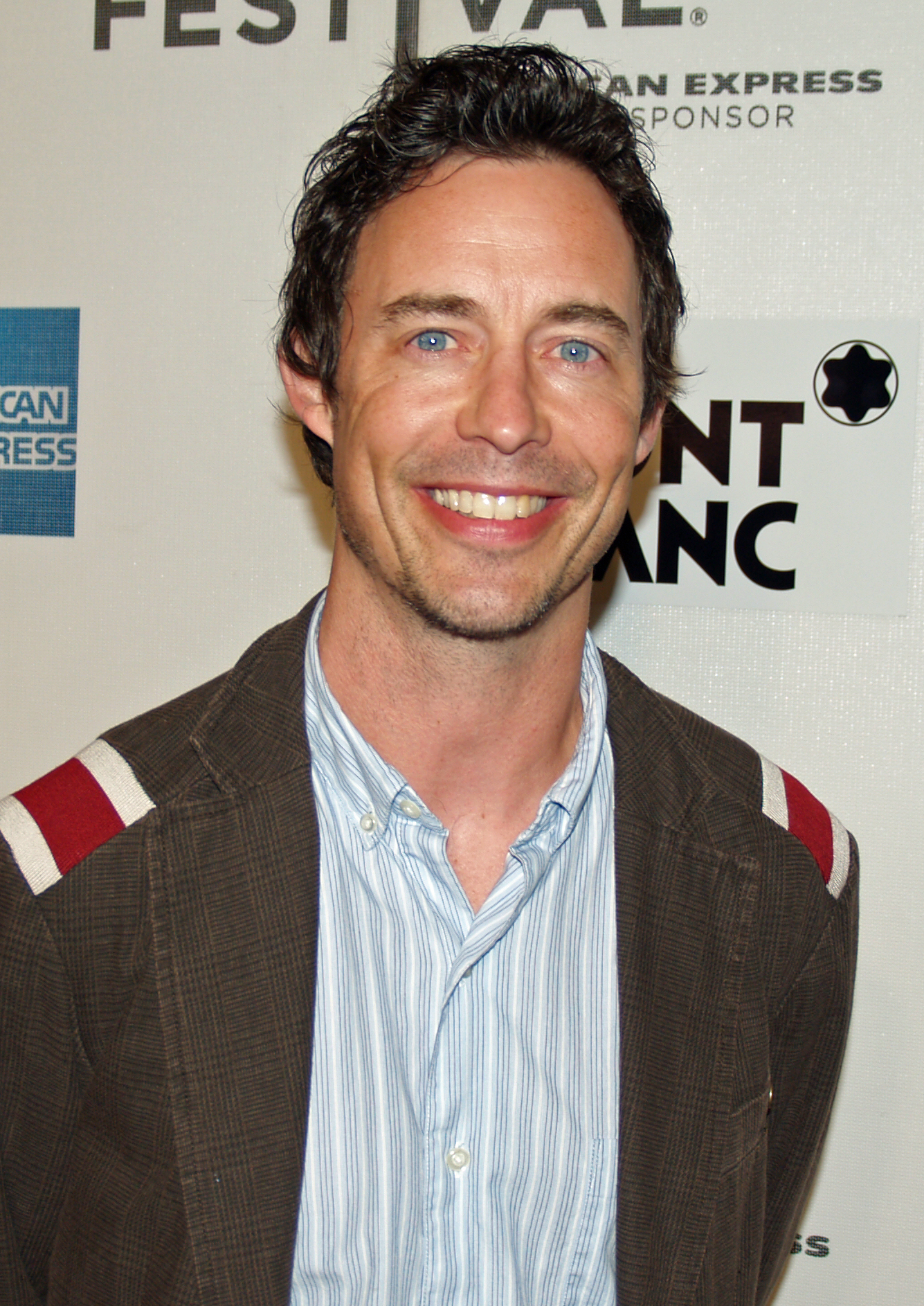
Tom Cavanagh interpreta Charles Kremp
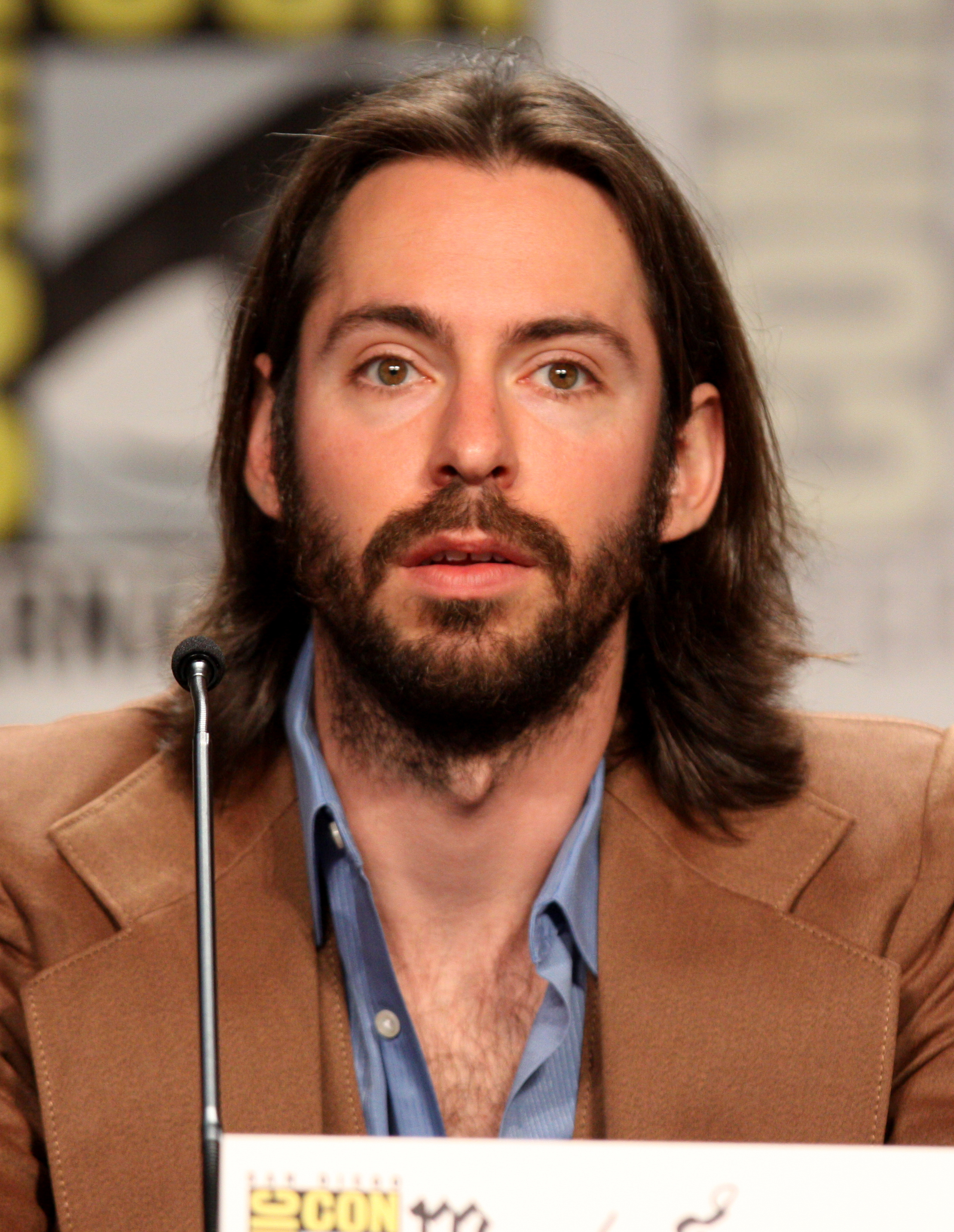
Martin Starr interpreta Andre
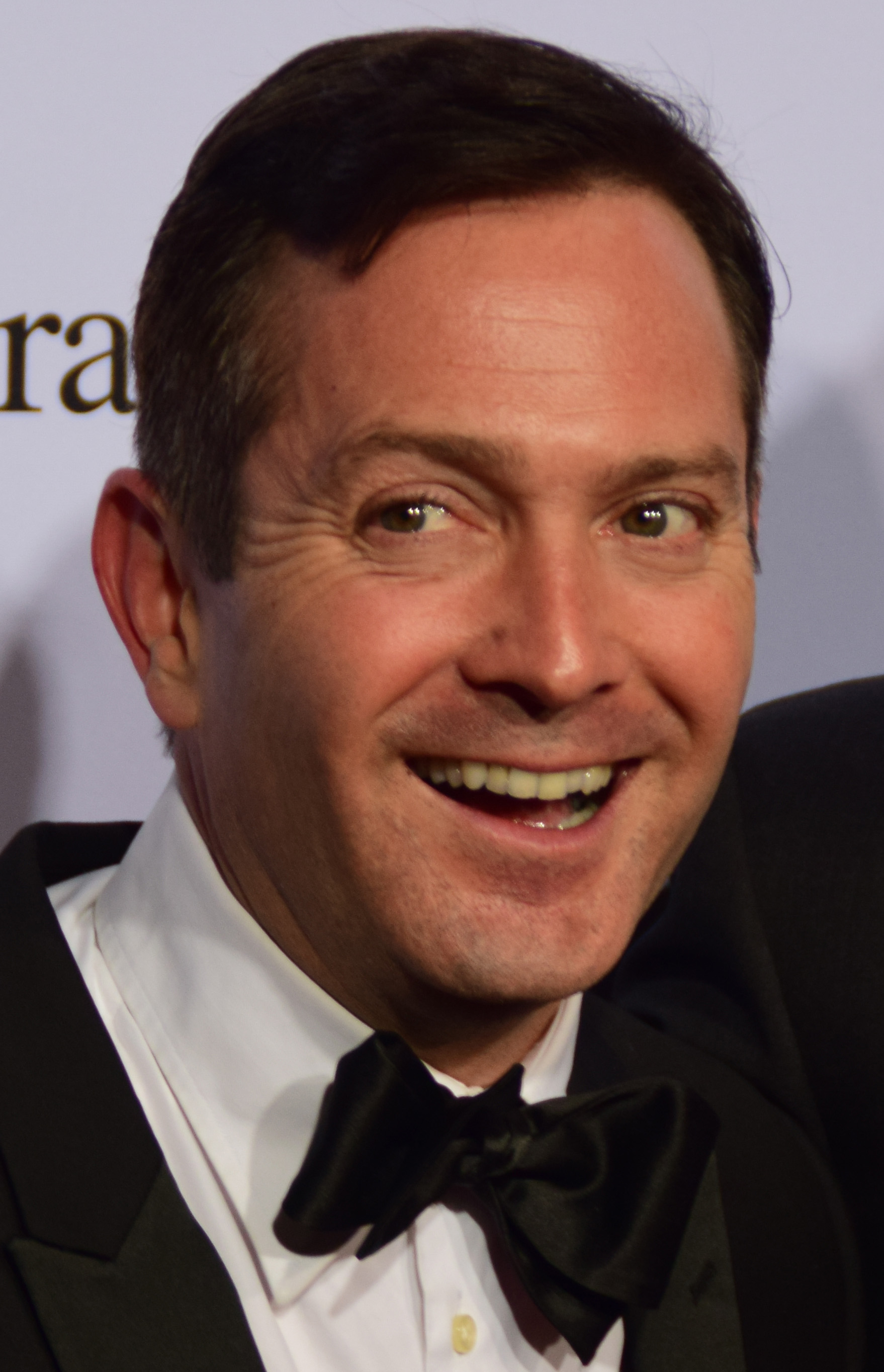
Thomas Lennon interpreta Taun-Taun Todd
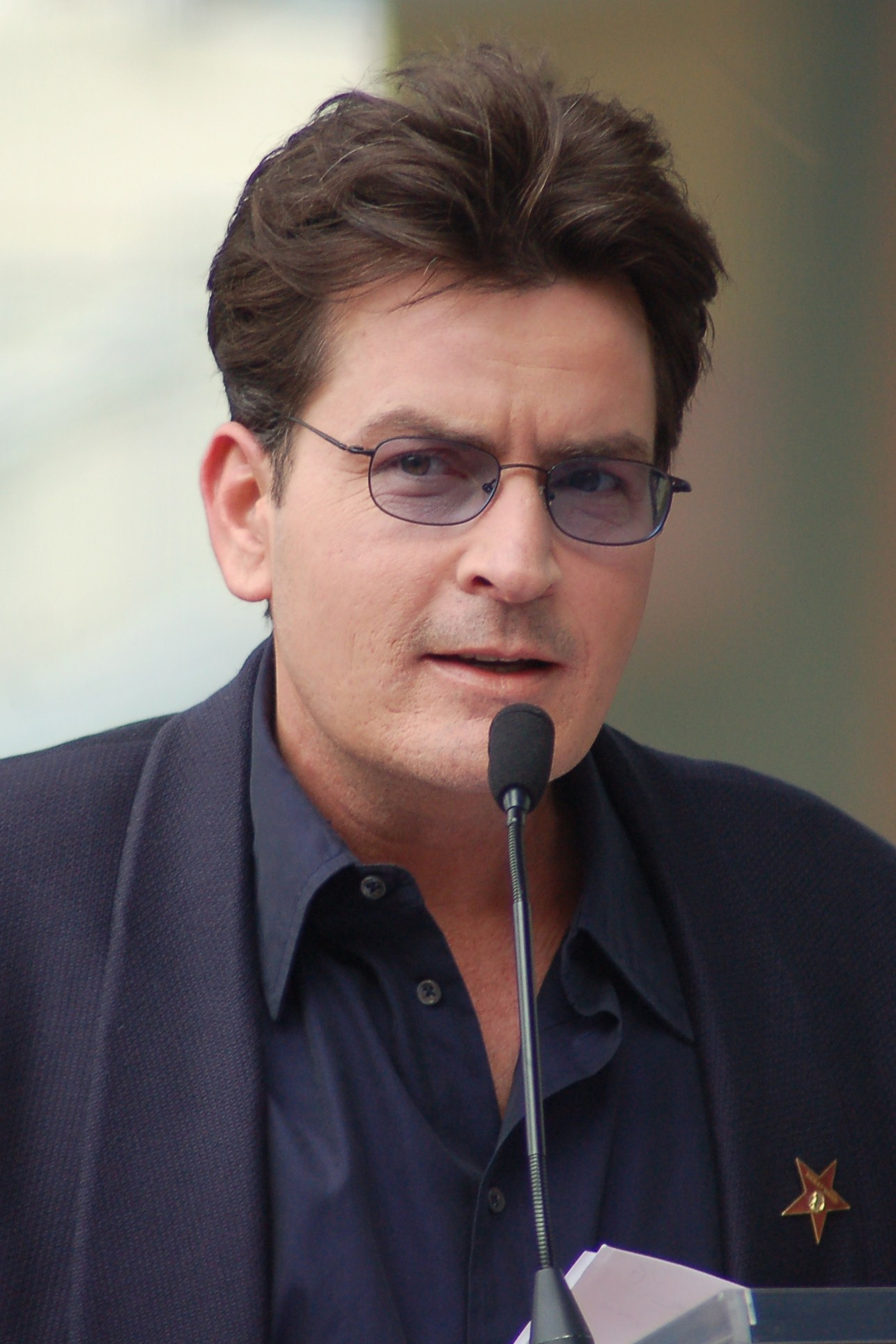
Charlie Sheen
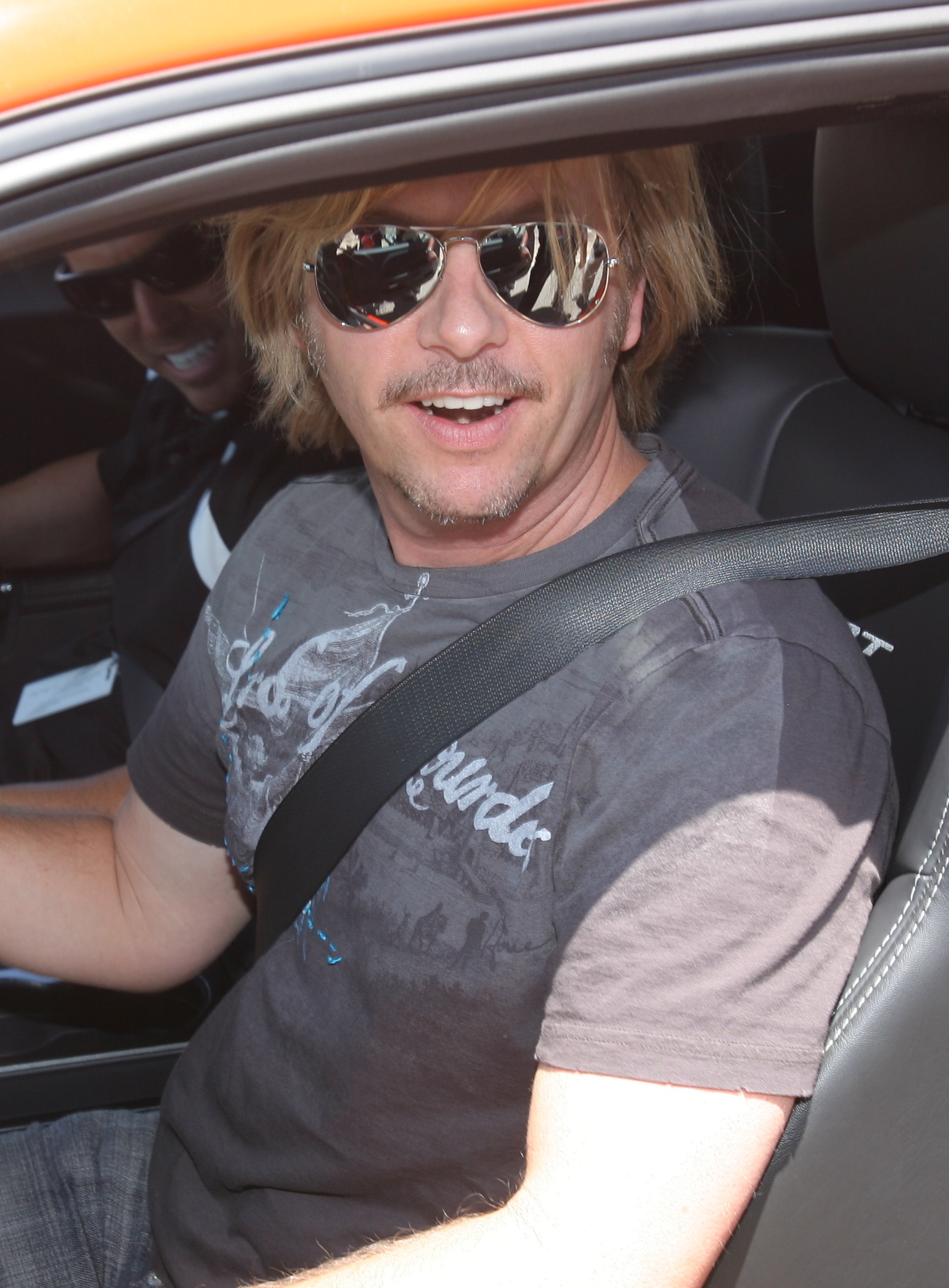
David Spade interpreta Gus
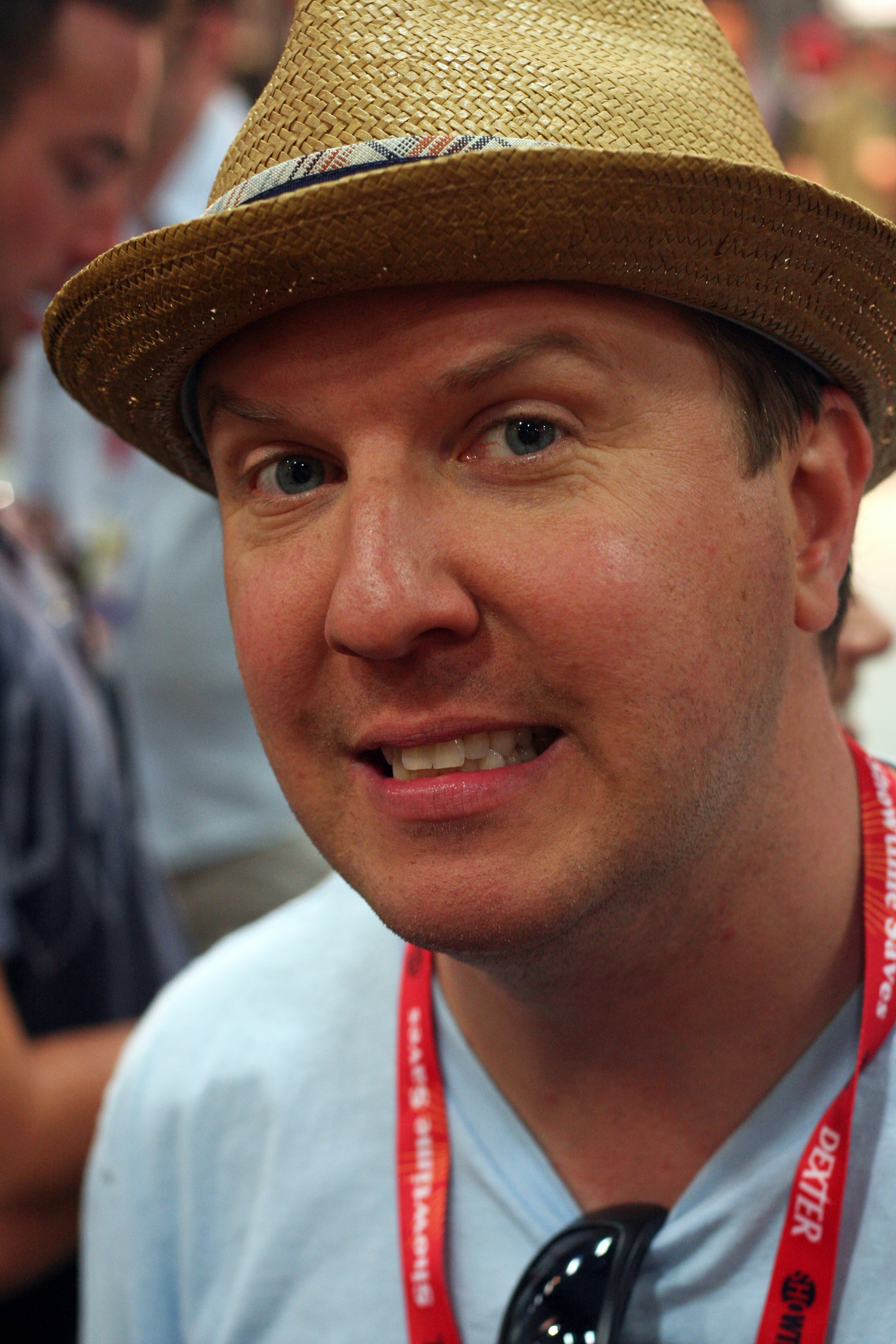
Nick Swardson interpreta Rick
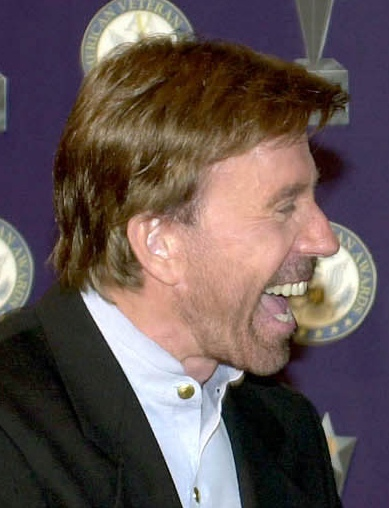
Chuck Norris
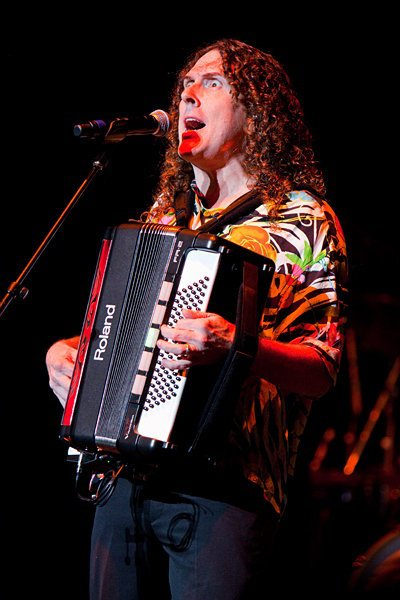
"Weird Al" Yankovic
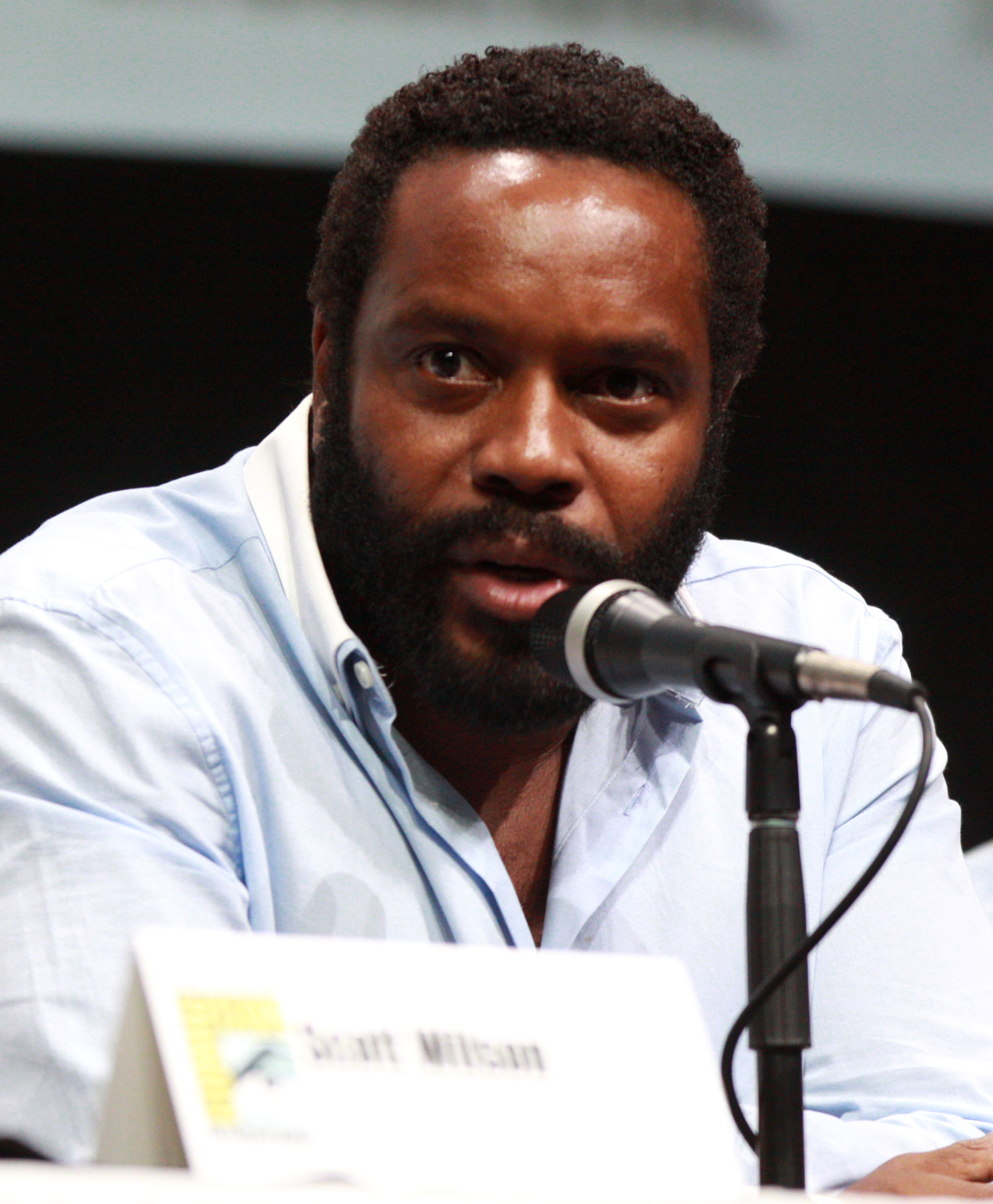
Chad Coleman interpreta Leon
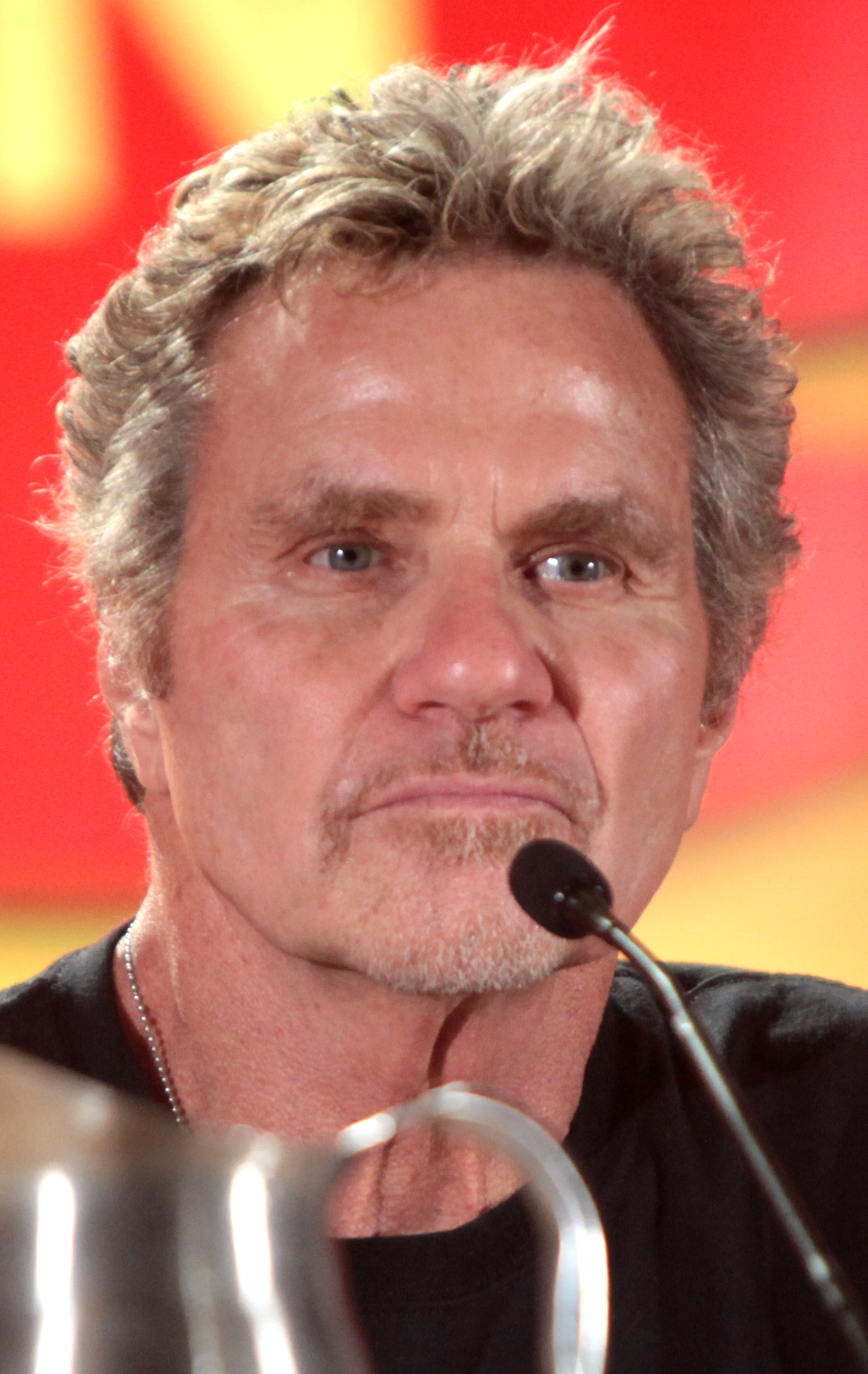
Martin Kove interpreta Master John
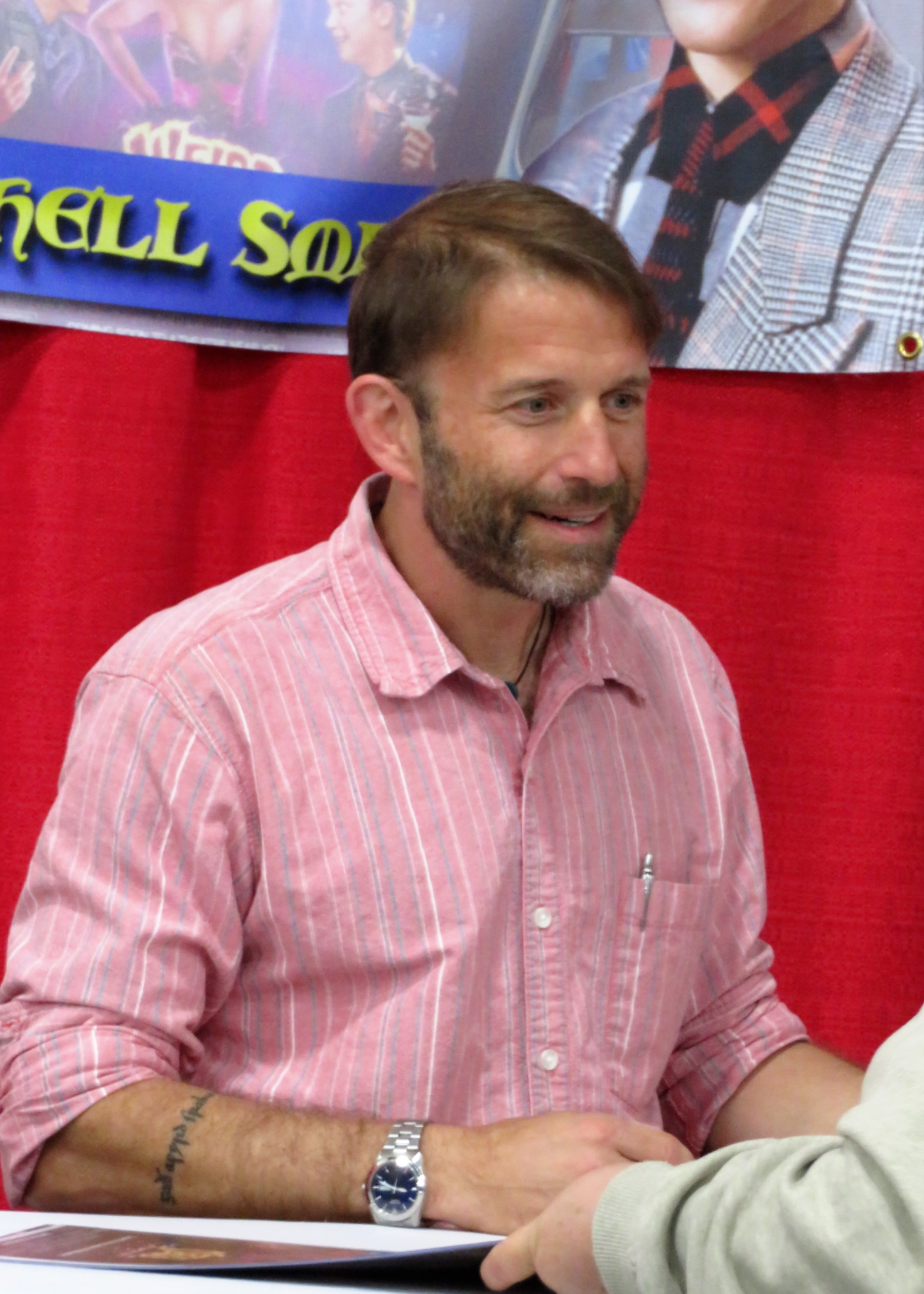
Ilan Mitchell-Smith interpreta Mr. Connelly

## Produzione

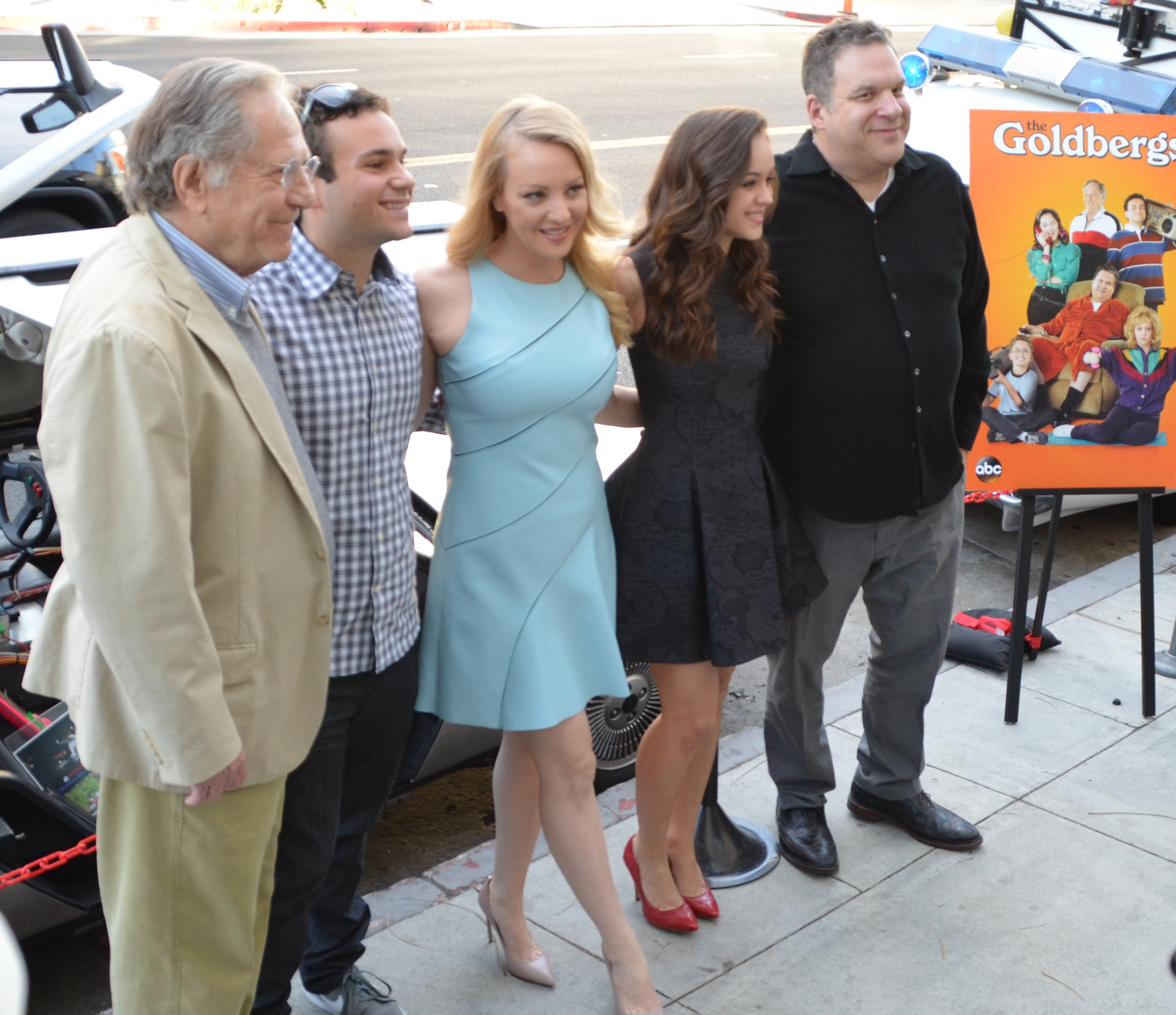
Da sinistra a destra: George Segal, Troy Gentile, Wendi McLendon-Covey, Hayley Orrantia e Jeff Garlin.

Dopo la cancellazione di Breaking In nel 2011, Adam F. Goldberg passò il progetto alla ABC che ne ordinò subito la prima stagione.

### Cast
L'11 gennaio 2013, Wendi McLendon-Covey entrò nel cast dell'episodio pilota, successivamente entrarono nel cast anche Jeff Garlin e George Segal.

### Riprese
L'episodio pilota, diretto da Seth Gordon, venne girato negli studi della Sony Pictures Studios.

### Sigla
La sigla della canzone è Rewind degli I Fight Dragons, la band preferita da Goldberg, di cui ha scritto il testo.

### Rinnovi
L'8 maggio 2014 la serie è stata rinnovata per una seconda stagione e, in seguito, la ABC l'ha rinnovata anche per una terza e una quarta stagione. L'11 maggio 2017, la serie viene rinnovata per una quinta e sesta stagione.. Il 14 maggio 2021 la serie viene rinnovata per un'ottava stagione.

## Accoglienza

### Critica
La serie è stata accolta in maniera mista dalla critica. Su Rotten Tomatoes ha un indice di gradimento del 55% con un voto medio di 5,95 su 10, basato su 40 recensioni. Su Metacritic, invece ha un punteggio di 52 su 100, basato su 26 recensioni.

## Trasmissione internazionale
L'episodio pilota venne reso disponibile su Hulu e ABC.com prima che fosse trasmesso in televisione.
- Australia: Seven Network
- Turchia: DiziSmart
- India: STAR World Premiere HD dal 29 ottobre 2013[25]
- America Latina: Comedy Central dal 26 marzo 2014[26]
- Francia: Comedie+, C8 (in chiaro) dal 17 ottobre 2015[27][28]
- Irlanda: RTÉ2
- Regno Unito: E4
- Germania: Disney Channel (st. 1-2.4),[29] Universal Channel (st. 2.5-3), Sky One (st. 4-8), Comedy Central (st. 3-7, in chiaro), ProSieben (st. 8-9, in chiaro), Sky Comedy (st. 9-10) dal 16 febbraio 2016[30]
- Spagna: Neox dall'8 maggio 2016[31]
- Polonia:  Canal+ Family dal 22 maggio 2016[32]
- Portogallo: Fox Comedy da maggio 2016[33]
- Italia: Joi (ep.1-133, pay TV), Italia 1 (in chiaro), Premium Stories (ep. 134+) dal 7 luglio 2016
- Ungheria: Comedy Central (st. 1-8), Comedy Central Family (st.9-10) dall'8 novembre 2016[34]
- Repubblica Ceca: Prima Comedy Central dall'8 dicembre 2016[35]
- Russia: Paramount Comedy dal 26 ottobre 2017[36]

## Colonna sonora
Il 6 dicembre 2017, viene pubblicata la colonna sonora della serie.
1. I Fight Dragons – Rewind ("The Goldbergs" Main Title Theme) – 3:23
2. Hayley Orrantia & Troy Gentile – Love Ninja – 2:03
3. Kurtis Blow – D&D – 2:28
4. Hayley Orrantia – Hit Me With Your Best Shot – 2:50
5. Troy Gentile – Bad Boy Good Guy – 1:41
6. Hayley Orrantia – True Colors – 3:27
7. Troy Gentile – Ferris Wheel – 1:51
8. Hayley Orrantia & AJ Michalka – Tom Sawyer – 4:32
9. Troy Gentile – He’s the Man (feat. Hayley Orrantia, AJ Michalka & Sam Lerner) – 2:18
10. Hayley Orrantia & AJ Michalka – Eternal Flame – 3:26
11. Troy Gentile – Judah Macabee (feat. Sean Giambrone, Sam Lerner, Noah Munck & Matt Bush) – 1:43
12. Anthony Petix – Barry Goldberg: A Rap Story – 2:51
13. Hayley Orrantia & AJ Michalka – Walking On Sunshine – 3:26
14. Troy Gentile – Dads Just Don’t Care – 1:40

Durata totale: 37:39

## The Goldbergs Cookbook
Il 14 Aprile 2020, nonostante l'emergenza Covid-19, è uscito "The Goldbergs Cookbook", il ricettario di Beverly Goldberg (come in "The Beverly Goldberg Cookbook - Se06Ep18), pubblicato da "Universe Pub" [ ISBN 978-0789336750 ].
Contiene le strane esagerate ricette viste via via nei vari episodi, e grazie al mercato dell'online come Amazon è disponibile ovunque in lingua inglese per circa 20€.

## Spin-off
È stato annunciato che Adam F. Goldberg svilupperà uno spin-off ambientato negli anni novanta sul personaggio di Rick Mellor interpretato da Bryan Callen. Il 17 maggio 2017, Adam F. Goldberg, annuncia su Twitter che lo spin-off Schooled non si farà.
Il pilot dello spin-off è stato trasmesso come episodio speciale della quinta stagione il 24 gennaio 2018. Il cast dell'episodio presentava Nia Long nel ruolo di Lucy Winston, Tim Meadows nel ruolo di Andre Glascott (che si rivela anche essere il fratello di Lucy), Rachel Crow nel ruolo della figlia adolescente e ribelle di Lucy, Felicia, Summer Parker nel ruolo della sorella più spumeggiante di Felicia, Gigi, mentre Octavia Spencer, narrava la storia nel ruolo di Felicia nei giorni nostri.
Dopo che il pilota andò in onda, Goldberg aveva espresso la speranza che la messa in onda avrebbe suscitato discussioni con la ABC per un possibile ordine della serie. Tre mesi dopo, il 16 aprile 2018, ABC annunciò di aver ordinato 13 episodi dello spin-off da mandare in onda nella stagione televisiva 2018-2019. È stato inoltre annunciato che AJ Michalka avrebbe ripreso il ruolo di Lainey Lewis nella nuova serie, mentre Nia Long non sarebbe tornata a causa degli impegni in NCIS: Los Angeles.